# Silvis (Illinois)
Silvis je grad u američkoj saveznoj državi Ilinois. Prema popisu stanovništva iz 2010. u njemu je živjelo 7.479 stanovnika.